# 人民军医出版社
人民军医出版社，是中央军事委员会后勤保障部直属单位。
人民军医出版社原由总后勤部政治宣传部主管，总后勤部卫生部主办。2016年3月底，中央军委印发《关于军队和武警部队全面停止有偿服务活动的通知》。2016年5月7日，军队和武警部队全面停止有偿服务试点任务部署会议举行，7个大单位、17个具体单位被列为试点单位，新闻出版等重点项目被纳入试点范畴。自2015年起，各军队和武警部队出版社的新书及新项目均停止审批。